# Espíritu humano
El espíritu humano es un componente filosófico, psicológico, artístico, y de conocimiento humano - la parte espiritual o mental de la humanidad. Mientras que el término puede ser usado con el mismo significado de "alma humana", el espíritu humano a veces es usado para referirse al impersonal, universal o mayor componente de la naturaleza humana en contraste al alma o psique, que puede referirse al ego o un elemento menor. El espíritu humano incluye nuestro intelecto, emociones, miedos, pasiones, y creatividad.
En los modelos de Daniel A. Helminiak y Bernard Lonergan, el espíritu humano es considerado la función mental de la conciencia, retrospectiva, entendimiento, juicio y otras fuerzas del razonamiento.  El espíritu humano se distingue por el componente separado de la psique que compromete partes de las emociones, imágenes, memorias y tipos de personalidad.
John Teske ve el espíritu humano como una construcción social representando las cualidades del propósito y el significado, los cuales trascienden al individuo humano.

## Distinción entre el espíritu humano y el alma
De acuerdo al historiador Oswald Spengler, una distinción entre espíritu y alma ha sido hecha por los occidentales y las primeras civilizaciones que influenciaron su desarrollo.
El espíritu humano puede verse como el componente celestial de los humanos sin adornos -  la parte que es impersonal o universal. Donde las almas son el elemento personal único para cada individuo. Tal como Spengler escribe en su obra La decadencia de Occidente:

... más importante que todo esto es la oposición del espíritu y alma (Hebrew: ruach y nephesh, Persian: ahu y urvan, Mandasan: monuhmed y gyan, Greek: pneuma y psique) la cual viene primero en el sentimiento básico de la religión que se practica, después impregna el todo del Apocalipsis, y finalmente formas y guías de la contemplación del mundo sobre el despertar de la cultura - como hemos visto con Philo, Paul y Plotinus, Gnostics y Mandeans, Augustine y el Avesta, Islam y el Kabbalah. Ruach originalmente significa "viento" y nephesh "respirar."  El nephesh siempre está relacionado de un modo u otro a lo corporal y terrenal, para la decadencia, el mal, la oscuridad. Su esfuerzo es el "crecer." El ruach pertenece a lo divino, a lo celestial, a la luz. Su efeco en el hombre sucede cuando este desciende el heroísmo de un Samson, la sagrada ira de un Elijah, la ilustración de un juez (e.j. Solomon pasando su juicio) y todo tipo de divinización y éxtasis que es derramado. Como en Isaiah xi, x, el Messiah se convierte en la encarnación del ruach.

En la cristiandad, la Biblia identifica tres elementos básicos: espíritu, alma y cuerpo.  Los cristianos enfatizan que el espíritu humano es la 'persona real', el verdadero núcleo del ser humano, el lugar esencial de nuestra existencia. Cuando una persona acepta a Jesucristo como su salvador, es su espíritu humano el que es transformado mientras comienzan a ser 'nuevas criaturas' para Jesucristo. El alma que es el lugar de la voluntad, mente y emociones no llega a convertirse, pero necesita ser renovada en el día a día mediante las recomendaciones de la disciplina cristiana como puede ser orando y leyendo la Biblia. En el islam, los musulmanes son vistos como propietarios de sus propios espíritus, pero de tal forma que son uno con el espíritu de Dios. Para Spengler, la percepción de unidad de esta idea llevó a lo importante que es para la aparición de la "consciencia"  que mantienen la armonía en la cultura Islámica, especialmente durante la Edad de Oro del Islam.